# O'Regan's
O'Regan's foi uma vila localizada ao norte de Port aux Basques. Tinha uma população de 110 habitantes em 1956.